# Спиридон (Бабський)
Спиридон Бабський (справжнє ім'я Олег Бабський; *13 травня 1958, Житомир — †1 травня 2011 Луцьк) — український релігійний діяч православного сповідання. Випускник Московської духовної академії РПЦ. Ієрей РПЦ (рукоположений архієпископом Смоленським РПЦ Феодосієм Процюком); єпископ Переяслав-Хмельницький УПЦ КП, вікарій Київської єпархії (1992—1994); архієпископ Луцький і Волинський одного з відгалужень Російської істинно-православної церкви (2008—2009, відійшов від справ).

## Життєпис

### Вихованець Московської патріархії
Закінчив Ленінградську духовну семінарію та Московську духовну академію. 1981 прийняв священний сан в Російській православній церкві від архієпископа Смоленського РПЦ Феодосія Процюка. Служив на парафіях Житомирської, згодом — Київської єпархії УПЦ МП, користуючись підтримкою свого патрона Процюка (тепер єпископ РПЦ на спокої).

### Служіння в УПЦ КП
7 червня 1992 митрополитом Київським і всієї України Філаретом та єпископом Почаївським Яковом рукоположений на єпископа Переяслав-Хмельницького, вікарія Київської єпархії. Після Об'єднавчого Собору увійшов до єпископату — УПЦ Київського Патріархату.
25 липня 1992 Священним Синодом призначений єпископом Луцьким і Волинським, у грудні 1992 року зведений у сан архієпископа.
12 січня 1993 Священним Синодом призначений архієпископом Запорізьким і Дніпропетровським, де перебував до 25 грудня 1993.
25 грудня 1993, з групою архієреїв УПЦ КП Антоній (Масендич), Іоанн (Сіопко), Софроній (Власов), Роман (Попенко) оголосив про перехід в УПЦ МП, зрікшись у сподіванні на «канонічну хіротонію» єпископського сану. Не отримавши «канонічної хіротонії» від Московської патріархії, знову став іменувати себе «архієпископом Спиридоном», проте УПЦ КП вже почислила його за штат.

### Подальша доля
Змінив кілька релігійних юрисдикцій, в тому числі брав участь у «патріаршій інтронізації» Олега Кулика (т. зв. Мойсея), від якого прийняв «повторну хіротонію», однак згодом полишив і цю спільноту.
Останнім місцем його перебування стало одне з відгалужень «Істинно-православної церкви» в Росії, мав пристосоване під храм приміщення в Луцьку.
1 травня 2011 на 53 році життя помер. 
Похований у Луцьку 3 травня 2011.